# Смичина (Великопольське воєводство)
Смичина (пол. Smyczyna) — село в Польщі, у гміні Ліпно Лещинського повіту Великопольського воєводства.
Населення — 131 особа (2011).
У 1975—1998 роках село належало до Лешненського воєводства.

## Демографія
Демографічна структура станом на 31 березня 2011 року:
|          | Загалом | Допрацездатний вік | Працездатний вік | Постпрацездатний вік |
| -------- | ------- | ------------------ | ---------------- | -------------------- |
| Чоловіки | 72      | 20                 | 48               | 4                    |
| Жінки    | 59      | 15                 | 34               | 10                   |
| Разом    | 131     | 35                 | 82               | 14                   |